# انتخابات ریاست‌جمهوری ایالات متحده آمریکا (۲۰۰۴)
انتخابات ریاست جمهوری ایالات متحده آمریکا پنجاه و پنجمین انتخابات ریاست‌جمهوری در تاریخ این کشور بود که برای انتخاب چهل و سومین رئیس جمهور ایالات متحده آمریکا به همراه معاون او در تاریخ ۲ نوامبر سال ۲۰۰۴ برگزار شد. در این انتخابات جان کری به همراه جان ادواردز از سوی حزب دموکرات و جورج دبلیو بوش به همراه دیک چینی از حزب جمهوری‌خواه (حزب حاکم) به رقابت پرداختند.

## پی‌نوشت و منبع
1. ↑  "Voter Turnout in Presidential Elections". Presidency.ucsb.edu. Retrieved 2016-08-18.